# Hamburg-Wechsler-Intelligenztest für Kinder

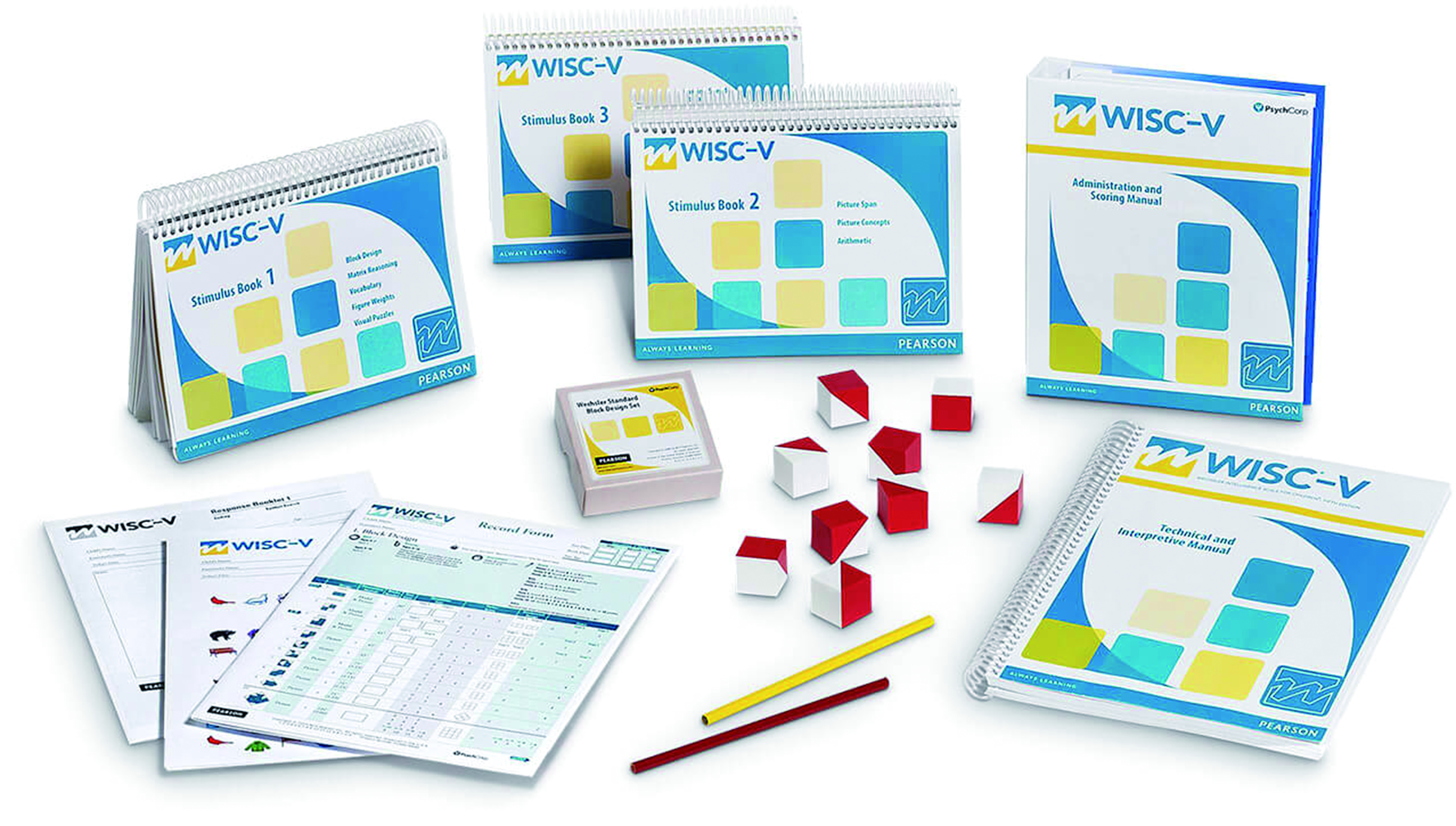
WISC-V UK

Die Hamburg-Wechsler-Intelligenztests für Kinder (HAWIK) sind Intelligenztests für Kinder und Jugendliche im Alter von 6 bis 16 Jahren. Sie gehen auf das Intelligenzkonzept von David Wechsler zurück und gehören zu den weltweit am häufigsten bei Kindern angewendeten Intelligenztests.
Seit der ersten Version der Tests von 1966 wurden sie mehrmals an die aktuelle Forschung angepasst. Sie sind an die englischsprachigen Tests von David Wechsler angelehnt, die „Wechsler Intelligence Scale for Children“ (WISC), deren erste Version im Jahre 1949 erschien. Die HAWIKs stellten bis August 2011 die deutsche Adaptation der WISCs dar. Das Testverfahren wird seit diesem Zeitpunkt wieder unter dem Originalnamen WISC in Deutschland, Österreich und der Schweiz vertrieben. Die Bearbeitungszeit der Standardtests beträgt zwischen 65 und 90 Minuten.
Bislang wurden vier HAWIKs und zwei WISCs aufgelegt. Die WISC-V ist die derzeit aktuelle Auflage der Wechsler-Testreihe.
Eher ungeeignet sind Wechsler-IQ-Tests für Menschen mit Autismus, da sie deren Intelligenz systematisch zu niedrig einschätzen. Dies wird insbesondere auf die sprachlichen Elemente der Tests zurückgeführt. So erreichen Autisten beim Ravens-Matrizentest, der ohne sprachliche Elemente auskommt, im Schnitt um 30 % bessere Ergebnisse.

## Entstehungsgeschichte
| Erscheinungsjahr | Testname                                                  | Abkürzung | Autoren                                      |
| ---------------- | --------------------------------------------------------- | --------- | -------------------------------------------- |
| 1956             | Hamburg-Wechsler-Intelligenztests für Kinder              | HAWIK     | Hardesty, Francis P. & Priester, Hans J.     |
| 1983             | Hamburg-Wechsler-Intelligenztests für Kinder revidiert    | HAWIK-R   |                                              |
| 1999             | Hamburg-Wechsler-Intelligenztests für Kinder III          | HAWIK-III | Uwe Tewes, Peter Rossmann & Urs Schallberger |
| 2007             | Hamburg-Wechsler-Intelligenztests für Kinder IV           | HAWIK-IV  | Franz Petermann & Ulrike Petermann           |
| 2011             | Wechsler Intelligence Scale for Children - Fourth Edition | WISC-IV   | Franz Petermann & Ulrike Petermann           |
| 2017             | Wechsler Intelligence Scale for Children - Fifth Edition  | WISC-V    | Franz Petermann                              |

Neben dem HAWIK wurden auf dem Intelligenzmodell von Wechsler noch weitere Intelligenztests für andere Altersbereiche entwickelt. Die deutschen Adaptionen sind die Wechsler Preschool and Primary Scale of Intelligence - Third Edition (WPPSI-III, deutsche Version) und der Wechsler-Intelligenztest für Erwachsene (WIE).
Die Reihe der Wechsler-Intelligenztests beruhte ursprünglich auf dem Intelligenzmodell von David Wechsler, der Intelligenz wie folgt definierte: „Intelligenz ist die zusammengesetzte oder globale Fähigkeit des Individuums, zweckvoll zu handeln, vernünftig zu denken und sich mit seiner Umgebung wirkungsvoll auseinanderzusetzen.“
In der Version IV des Testverfahrens (HAWIK-IV und WISC-IV) wurde die zugrunde liegende Modellvorstellung überarbeitet. Statt zwischen Handlungs- und Sprachintelligenz zu unterscheiden, fußt der Test nun auf dem sog. Cattell-Horn-Carroll-Modell (CHC). Der Test umfasst in der derzeit aktuellen Version WISC-V die Skalen Sprachverständnis, Visuell-räumliche Verarbeitung, Fluides Schlussfolgern, Arbeitsgedächtnis und Verarbeitungsgeschwindigkeit, die zusammengenommen den Gesamt-IQ bilden.

## HAWIK-III

### Aufbau
Der HAWIK-III gilt als die deutsche Adaption des WISC-III, welcher 1991 von Wechsler publiziert wurde. Die Verfahrensweise des HAWIK-III ähnelt dem englischsprachigen Pendant stark. Der HAWIK-III besteht aus den gleichen 11 Untertests wie der HAWIK-R:
- Bilderergänzen
- Allgemeines Wissen
- Zahlen-Symbol-Test
- Gemeinsamkeiten finden
- Allgemeines Verständnis
- Bilderordnen
- Rechnerisches Denken
- Mosaik-Test
- Wortschatz-Test
- Figurenlegen
- Zahlennachsprechen

Zusätzlich wurden folgende zwei Untertests hinzugefügt:
- Labyrinth-Test
- Symbolsuche

Im Vergleich zum HAWIK-R wurde der Test um leichtere und schwerere Items ergänzt, um die Aussagekraft der Testergebnisse in den Extrembereichen anzuheben. Die Testdauer beträgt für die 11 Standard-Tests zwischen 50 und 70 Minuten. Bei einer Durchführung der Zusatztests müssen weitere 10 bis 15 Minuten veranschlagt werden.

### Intelligenzwerte
Der HAWIK-III ist in einen Verbal- und in einen Handlungsteil gegliedert. Dies ermöglicht die Berechnung eines Gesamtwerts sowie eines getrennten Verbal- und eines Handlungs-IQ. Der Verbal-IQ wird aus den Ergebnissen der Subtests
- Allgemeines Wissen
- Allgemeines Verständnis
- Rechnerisches Denken
- Gemeinsamkeiten finden
- Zahlennachsprechen und
- Wortschatz-Test

berechnet. Zum Handlungsteil werden die Tests
- Bilderergänzen
- Figurenlegen
- Bilderordnen
- Mosaik-Test
- Zahlen-Symbol-Test‘

gezählt. Darüber hinaus bietet der HAWIK-III die Möglichkeit, für vier weitere Teilleistungsbereiche Intelligenzwerte zu berechnen. Diese nennen sich Sprachliches Verständnis, Wahrnehmungsorganisation, Unablenkbarkeit und Arbeitsgeschwindigkeit.

### Anwendungsbereiche
Der HAWIK-III * hat den Vorteil, dass durch die Ermittlung von Werten für die Teilleistungsbereiche genauere Annahmen über Ursachen von Lern- und Denkstörungen angestellt werden können. Daher eignet er sich vor allem für folgende Bereiche:
- pädagogische, medizinisch- oder klinisch-psychologische Diagnostik
- schulpsychologische Dienste

Der Test vermag Hinweise über eine vorliegende Hochbegabung zu geben, er kann also Hochbegabte und Nicht-Hochbegabte durchaus voneinander unterscheiden, er kann aber in den Extremen (Hoch- und Minderbegabung) nicht adäquat differenzieren.

### Normierung
Die Normierung des HAWIK-III fand zwischen 1995 und 1998 in Deutschland, Österreich und der Schweiz an insgesamt 1570 Kindern statt. Getestet wurden Kinder im Alter zwischen 6 und 16 Jahren.

### Reliabilität
Die Berechnung der Reliabilitätskennwerte wurde mithilfe der Testhalbierungsmethode durchgeführt. Die Split-half-Reliabilität des HAWIK-III lag für den Verbalteil bei r = .95, für den Handlungsteil bei r = 0.91 und für die Gesamtwerte bei r = 0.96.

### Objektivität
Um eine ausreichende Objektivität bei der Durchführung und Auswertung des HAWIK-III sicherzustellen, werden die Testauswerter mit einer breit aufgestellten Bewertungshilfe für die freien Antworten der Kinder ausgestattet.

## HAWIK-IV

### Aufbau
Im Aufbau des HAWIK-IV schlugen sich theoretische Neuerungen nieder. Bisher fußte die Testerstellung eher auf klinischen und pädagogischen Erfahrungen als auf einer klaren Definition von Intelligenz. Der HAWIK-IV baut auf dem renommierten und empirisch geprüften CHC-Modell auf, welches sich in drei Stufen aufgliedert. Auf der einen Seite wird „Intelligenz als ein globales Konstrukt verstanden (Stratum III), das das Verhalten eines Individuums insgesamt bestimmt“. Auf der anderen Seite wird Intelligenz als ein Produkt 10 grundlegender Faktoren gesehen. Diesen zehn Faktoren können auf unterster Ebene (Stratum 1) wiederum mehr als 70 basale Fähigkeiten zugeordnet werden (Petermann und Petermann). Um diesem Modell gerecht zu werden, wird beim HAWIK-IV nicht länger in einen Verbal- und einen Handlungsteil unterschieden. Der Test besteht aus 15 Untertests, davon werden 10 als Kerntests bezeichnet. Es wird angenommen, dass der Grund für die Einführung neuer Untertests ebenfalls in der konzeptionellen Umorientierung zu finden ist. Die fünf hinzugefügten Tests nennen sich ‚Bildkonzepte‘, ‚Buchstaben-Zahlen-Folgen‘, ‚Matrizen-Test‘, ‚Durchstreich-Test‘ und ‚Begriffe erkennen‘.

### Intelligenzwerte
Im HAWIK-IV werden folgende fünf Intelligenzwerte erhoben:
- Sprachverständnis
- wahrnehmungsgebundenes logisches Denken
- Arbeitsgedächtnis
- Verarbeitungsgeschwindigkeit
- Gesamt-IQ

### Anwendungsbereiche
- Beurteilung der allgemeinen kognitiven Funktionsweisen
- intellektuelle Hochbegabung oder Intelligenzminderung diagnostizieren
- individuelle Stärken und Schwächen feststellen

### Normierung
Der HAWIK-IV wurde an 1.650 Kindern aus der Bundesrepublik Deutschland, Österreich und der deutschsprachigen Schweiz normiert.

### Reliabilität
Die Reliabilitätskennwerte der Untertests des HAWIK-IV (Split-half-Koeffizienten, Fisher-Z-gemittelt über Altersgruppen bzw. Retest-Korrelationen bei Speed-Tests) liegen zwischen r = .76 und r = .91. Für den gesamten Test beträgt die Reliabilität r = .97.

### Auswertung
Nachdem ein Kind den Test absolviert hat, werden die erreichten Rohpunkte mithilfe einer vorgegebenen Tabelle in Wertpunkte umgerechnet. Diese Wertpunkte werden anschließend addiert um zunächst die IQ-Werte für die vier Indizes Sprachverständnis, Wahrnehmungsgebundenes Logisches Denken, Arbeitsgedächtnis, Verarbeitungsgeschwindigkeit und danach auch den Gesamt-IQ zu ermitteln. Die Umrechnung in Index-Werte/IQ-Werte geschieht in Anlehnung an die Normalverteilungskurve.

### Interpretation
Die vier Index-Werte und der Gesamt-IQ lassen sich einem bestimmten Prozentrang zuordnen. Dieser lässt sich dahingehend interpretieren, dass er die jeweilige Leistung zu der Normstichprobe in Beziehung setzt und man Aufschluss darüber erhält, wie viel Prozent der Vergleichsgruppe eine bessere oder schlechtere Leistung erbracht haben. Beispielsweise entspricht ein IQ von 84 einem Prozentrang von 16. Dementsprechend haben 16 Prozent der Teilnehmer der Normierungsstichprobe eine schlechtere bis gleich starke Leistung und 84 Prozent eine stärkere Leistung erbracht.
Der Gesamt-IQ und die vier Index-Werte können auch inhaltlich interpretiert werden. In Anlehnung an die Normalverteilungskurve werden alle IQ-Werte im Bereich von 85 und 114 als durchschnittlich bezeichnet. Bei Werten im Bereich zwischen 115 und 129 spricht man von einer überdurchschnittlichen Leistung, während ab 130 IQ-Punkten von einer Hochbegabung gesprochen werden kann. Bei Werten unterhalb des Durchschnitts (70–84) kann teilweise von einer Lernbehinderung gesprochen werden. Werte, die unter 70 liegen, deuten auf eine leichte bis starke Intelligenzminderung hin.
Eine Interpretation des Gesamt-IQ ist nur sinnvoll bei einem homogenen Leistungsprofil. Von einem homogenen Leistungsprofil kann gesprochen werden, wenn der stärkste und schwächste Index-Wert nicht mehr als 23 Punkte auseinander liegen. Bei einer heterogenen Verteilung, also einer Differenz von ≥ 23 IQ-Punkten, sollte bevorzugt eine Diskrepanzanalyse herangezogen werden. Eine Diskrepanzanalyse findet zunächst auf der Ebene der vier Indizes statt. Sie ermöglichen explizite Aussagen über Stärken und Schwächen eines Kindes. Falls Interesse besteht, kann eine Diskrepanzanalyse auch auf Subtest-Ebene durchgeführt werden.
Sollte festgestellt werden, dass die Index-Werte Sprachverständnis und wahrnehmungsbezogenes logisches Denken stark von den Index-Werten Arbeitsgedächtnis und Verarbeitungsgeschwindigkeit abweichen, so bietet der HAWIK-IV die Möglichkeit, den Allgemeinen Fähigkeitsindex (AFI) anstelle des Gesamt-IQ zu berechnen. Dies ist meistens bei hochbegabten Kindern notwendig, da diese in den Bereichen Sprachverständnis und wahrnehmungsbezogenes logisches Denken oftmals sehr starke Leistungen zeigen, während sie bezogen auf ihr Arbeitsgedächtnis und ihre Verarbeitungsgeschwindigkeit eher im durchschnittlichen Bereich anzusiedeln sind. Dies kann in der Konsequenz dazu führen, dass hochbegabte Kinder lediglich einen durchschnittlichen IQ attestiert bekommen. In die Berechnung des AFI fließen lediglich die Werte der sechs Kerntests ein, welche zu den Indizes Sprachverständnis und wahrnehmungsbezogenes logisches Denken gezählt werden. Die Begründer des HAWIK-IV stufen diese als Tests aussagekräftiger für die kognitive Leistungsfähigkeit von Hochbegabten ein, da sie überwiegend die fluide und kristalline Intelligenz messen.

## WISC-IV

### Aufbau
Mit der WISC-IV erschien 2011 der erste Intelligenztest der WISC-Reihe unter Originalnamen im deutschsprachigen Raum. Das Testverfahren besteht aus 15 Untertests, auf deren Basis sich folgende fünf Kennwerte bilden lassen:
- Arbeitsgedächtnis
- Sprachverständnis
- Verarbeitungsgeschwindigkeit
- Wahrnehmungsgebundenes Logisches Denken
- Gesamt-IQ

### Anwendungsbereiche
- Beurteilung der kognitiven Leistungsfähigkeit
- Fundierte Einschätzung des Entwicklungsstandes
- Gezielte Aussagen über Stärken und Schwächen
- Prozessanalysen liefern Hinweise für eine fundierte und gezielte Förderung

### Normierung
Es liegen Daten aus den Jahren 2005 und 2006 aus Deutschland, Österreich und der deutschsprachigen Schweiz vor, die sich auf 1.650 Kinder beziehen.

### Reliabilität
Die Reliabilitäten der Untertests liegen zwischen r = .76 und r = .91 und variieren auf der Indexebene zwischen r = .87 und r = .94. Für den Gesamttest beträgt die Reliabilität r = .97.

### Validität
Es liegen Validierungsstudien aus den Jahren 2008 bis 2011 für den deutschsprachigen Raum vor. Die faktorielle sowie kriteriumsbezogene Validität wurde umfassend bestätigt.

## WISC-V

### Aufbau
Mit der WISC-V liegt ein sehr differenziertes Intelligenzdiagnostikum mit 15 Untertests vor, auf deren Basis sich folgende sechs Kennwerte bilden lassen:
- Visuell-räumliches Denken
- Fluides Schlussfolgern
- Verarbeitungsgeschwindigkeit
- Arbeitsgedächtnis
- Sprachverständnis
- Gesamt-IQ-Wert

### Anwendungsbereiche
- fundierte Einschätzung des Entwicklungsstandes
- weitere Analysen auf der Untertestebene
- gezielte Aussage über Stärken und Schwächen eines Kindes mit Profilanalyse
- fundierte Förderung dank Prozessanalysen

### Normierung
Normen aus dem Jahr 2016, die auf einer Stichprobe mit ca. 1.100 deutschen Kindern und Jugendlichen basieren.

### Reliabilität
Die Reliabilitäten der Untertests variieren zwischen r = .80 und r = .93. Auf Ebene der Indexwerte variieren die Reliabilitäten zwischen r = .89 und r = .96. Für den Gesamttest beträgt sie r = .96.

### Validität
Die kriteriumsbezogene und faktorielle Validität konnte umfassend bestätigt werden. Hierzu wurden Vergleiche mit anderen intelligenzdiagnostischen Verfahren sowie Faktoranalysen auf Basis der Normstichprobe durchgeführt.